# Liriomyza septentrionalis
Liriomyza septentrionalis är en tvåvingeart som beskrevs av Sehgal 1968. Liriomyza septentrionalis ingår i släktet Liriomyza och familjen minerarflugor. Inga underarter finns listade i Catalogue of Life.